# Pattabong Tea Garden
Pattabong Tea Garden là một thị trấn thống kê (census town) của quận Darjiling thuộc bang Tây Bengal, Ấn Độ.

## Nhân khẩu
Theo điều tra dân số năm 2001 của Ấn Độ, Pattabong Tea Garden có dân số 1633 người. Phái nam chiếm 49% tổng số dân và phái nữ chiếm 51%. Pattabong Tea Garden có tỷ lệ 75% biết đọc biết viết, cao hơn tỷ lệ trung bình toàn quốc là 59,5%: tỷ lệ cho phái nam là 84%, và tỷ lệ cho phái nữ là 66%. Tại Pattabong Tea Garden, 8% dân số nhỏ hơn 6 tuổi.